# 清涼澄觀
清涼澄觀（737年—838年，一說738—839），俗姓夏侯，字大休，賜號清涼國師，唐朝越州山陰（今浙江省绍兴市）人，華嚴宗四祖。
天寶七年（748年），澄觀依越州(今應天山)寶林寺霈禪師出家，精學勤誦《法華經》。
唐肅宗至德二年（757年），依止曇一大師門下受具足戒，復依妙善寺常照禪師受菩薩戒。澄觀廣學法要，依於潤州棲霞寺醴律師學相部律，回至越州開元寺依曇一律師學南山律學，轉返金陵依玄璧法師受學三論。
代宗大曆元年（766年），澄觀於瓦官寺聽聞《大乘起信論》、《涅槃經》，從淮南法藏學海東新羅元曉之《大乘起信論疏義》，隨後又前往錢塘(今杭州)從天竺寺法詵法師習《華嚴經》。

## 简介
清涼澄觀，生於唐玄宗開元二十五年（737年），十一歲時，從越州寶林寺霈禪師出家。唐德宗興元元年（784年）正月起，到貞元三年（787年）十二月，歷時四年，撰成《華嚴經疏》二十卷，即是現行的《大方廣佛華嚴經疏》。後又為弟子僧睿等作新疏的演義數十卷，即是現行的《大方廣佛華嚴經隨疏演義鈔》，故有華嚴疏主之稱。
貞元十二年（796年）奉召至長安審定罽賓沙門般若翻譯南印度烏荼國進貢之《華嚴經》后分梵本，貞元十四年（798年）譯成四十卷，亦題名《大方廣佛華嚴經》，世稱《四十華嚴》。德宗又詔令澄觀作疏解釋，于終南山草堂寺撰成《貞元新譯華嚴經疏》十卷。次年，為德宗皇帝講《華嚴》，被授以「清涼國師」的稱號。未幾又參與翻譯《守護國界主陀羅尼經》。其後順宗、憲宗、穆宗、敬宗各朝，澄觀皆廣受尊敬。文宗開成三年（838年）三月圓寂，享年一百零二歲。後世尊為華嚴宗四祖。
澄觀的弟子有一百多人，宗密、僧睿、法印及寂光四人稱門下四哲，其中繼承他法統的是宗密。

## 贡献
澄觀一生著有《華嚴經疏》等書四百餘卷，講《華嚴經》達五十遍。他的著述現存有《大方廣佛華嚴經疏》六十卷、《大方廣佛華嚴經隨疏演義鈔》九十卷、《華嚴經疏鈔玄談》九卷、《華嚴經行願品疏》十卷、《華嚴經行願品別行疏》一卷、《華嚴經綱要》三卷、《大華嚴經略策》一卷、《華嚴經入法界品十八問答》一卷、《新譯華嚴經七處九會頌釋章》一卷、《華嚴法界玄鏡》二卷、《三聖圓融觀》一卷、《華嚴心要法門》一卷、《五蘊觀》一卷、《十二因緣觀》一卷等。另外，《華嚴經綱要》三卷和《十二因緣觀》一卷存於日本金澤文庫。
典壽之序文稱《七處九會頌釋》為澄觀作，《東域傳燈目錄》載《七處九會頌》作者為法藏。《新編諸宗教藏總錄》載《五蘊觀》、《十二因緣觀》作者為澄觀，有研究者認為《十二因緣觀》可能是新羅義湘一系的作品。
澄觀早年曾廣泛參學禪教各家，對《大乘起信論》領會特深。他雖以振興華嚴學說為己任，思想融合禪宗、天台宗及《起信論》，從而融會禪教，強調唯心，著重于一心法界的論述。他認為「總該萬有，即是一心；心融萬有，便成四種法界」。他宣稱迄至賢首法藏的古來諸德，對《華嚴經》所說「十二有支皆依一心」的解釋，都不得其旨，認為《華嚴經》於此提出了「一心緣起」，與《俱舍論》中舉出的剎那緣起相同，並認為兩譯《華嚴經》和三譯《十地經》中的「名色增長」翻譯不妥，應改譯為「名色開顯」
，以契合普光《俱舍論記》中依據《成唯識論》，而解讀的「住名色根」。
由於當時正是禪宗六祖惠能弘布禪法的時期，早年又參訪過牛頭宗的慧忠、道欽，荷澤宗的無名，以及北宗神秀一系的慧云等，澄觀受禪宗影響頗深，從而極力融會禪教。此諸宗融會、禪教一致的宗趣，對中唐以后的佛教界影響深遠。
澄觀曾立十誓以勉勵自己，世人稱為「清涼十願」：一、體不損沙門之表。 二、心不違如來之制。三、坐不背法界之性。 四、性不染無礙之境。五、足不履僧寺之塵。 六、脅不觸居士之榻。七、目不視非儀之彩。 八、手不釋圓明之珠。九、舌不味過午之齋。 十、宿不離衣缽之側。

## 外部連結
- 澄觀的生平及著作 （页面存档备份，存于）